# Friedrich Ratzel
Friedrich Ratzel (Karlsruhe, 30 de agosto de 1844-Ammerland, 9 de agosto de 1904) fue un geógrafo alemán, fundador de la geografía humana o antropogeografía.

## Biografía
Estudió geografía en las universidades de Leipzig y Múnich y realizó después viajes por Europa (1869) y América (1872-1875).
Si bien no fundó la geopolítica (el primero en hablar de este término fue Rudolf Kjellén) fue uno de sus mayores exponentes. Influido por las ideas de Darwin y por tesis deterministas del siglo XIX, reflexionó sobre las relaciones existentes entre espacio geográfico y población, e intentó relacionar la historia con las leyes naturales. Del mismo modo, Ratzel jugó un importante papel en la antropología evolucionista, contraponiéndola a la idea de que las poblaciones necesitan difundir sus rasgos culturales más allá de su ambiente original y que, a su vez, los contactos con otros pueblos permiten el desarrollo. 
Ratzel enfrenta el evolucionismo al difusionismo, concluyendo el intercambio como motor del progreso.
Friedich Ratzel es considerado generalmente como fundador de la geografía moderna (geografía política), concebida ya como una disciplina sistemática dentro del ámbito de la geografía humana, con un objetivo específico y diferenciado de su análisis.
Ratzel se encuentra inmerso en la corriente de pensamiento positivista imperante en su tiempo dentro del panorama general de las ciencias, del que no puede sustraerse; de otra, su propia vida se sitúa en un contexto histórico concreto, el de la Alemania bismarckiana que acaba de realizar su unificación y, en un ámbito más amplio, el de la Europa de finales del siglo XIX, donde la exaltación de los sentimientos nacionalistas y los intereses imperialistas cifrados en la expansión colonial ultramarina parecen guiar el acontecer político.
Su actitud positivista que conduce a la transferencia de conceptos y teorías de las ciencias naturales a las ciencias humanas, puede encontrarse en su utilización de conceptos biológicos en la interpretación de hechos de la geografía política, como la comparación del estado como un organismo vivo, compuesto por una serie de órganos o elementos cada uno de los cuales cumple una determinada función y sometido a un proceso evolutivo constante en el que pueden distinguirse varias fases, desde el nacimiento hasta la madurez, el declive y, finalmente, la desaparición.
La influencia directa de la biología evolucionista también está presente en la obra del geógrafo alemán, plasmándose en su concepción de la vida del estado como un proceso de lucha constante por la supervivencia, que conduce a una selección natural. Este planteamiento está precisamente en la base de su conocida noción de “espacio vital” o  Lebensraum. 
La tendencia a ocupar espacios cada vez mayores está en la base del progreso mismo y, por ello, «a medida que el territorio de los estados se hace mayor, no es sólo el número de kilómetros cuadrados lo que crece, sino también su fuerza colectiva, su riqueza, su poder y, finalmente, su duración».
La obra de Ratzel viene a ofrecer, en cierto modo, una justificación teórica a la política imperialista, de expansión, sobre la base de argumentos investidos del prestigio que por entonces gozaban las ciencias biológicas. Su teoría del espacio vital fue aprovechada en Alemania por el Tercer Reich para apoyar su política expansionista siendo su principal ideólogo Karl Haushofer. La derrota  alemana en la Segunda Guerra Mundial desacreditó por un tiempo la geopolítica, la cual ha vuelto a recuperar su interés.
Su influencia es más que visible en la Alemania de entreguerras, vinculado al auge de la geopolitica, heredera en buena medida de los postulados ratzelianos.
Las obras más importantes de Ratzel fueron  Antropogeografía (1891) y Geografía Política (1897).